# Carabus intricatus
Il carabo intricato (Carabus intricatus Linnaeus, 1761) è un insetto dell'ordine dei coleotteri e della famiglia dei carabidi.

## Descrizione

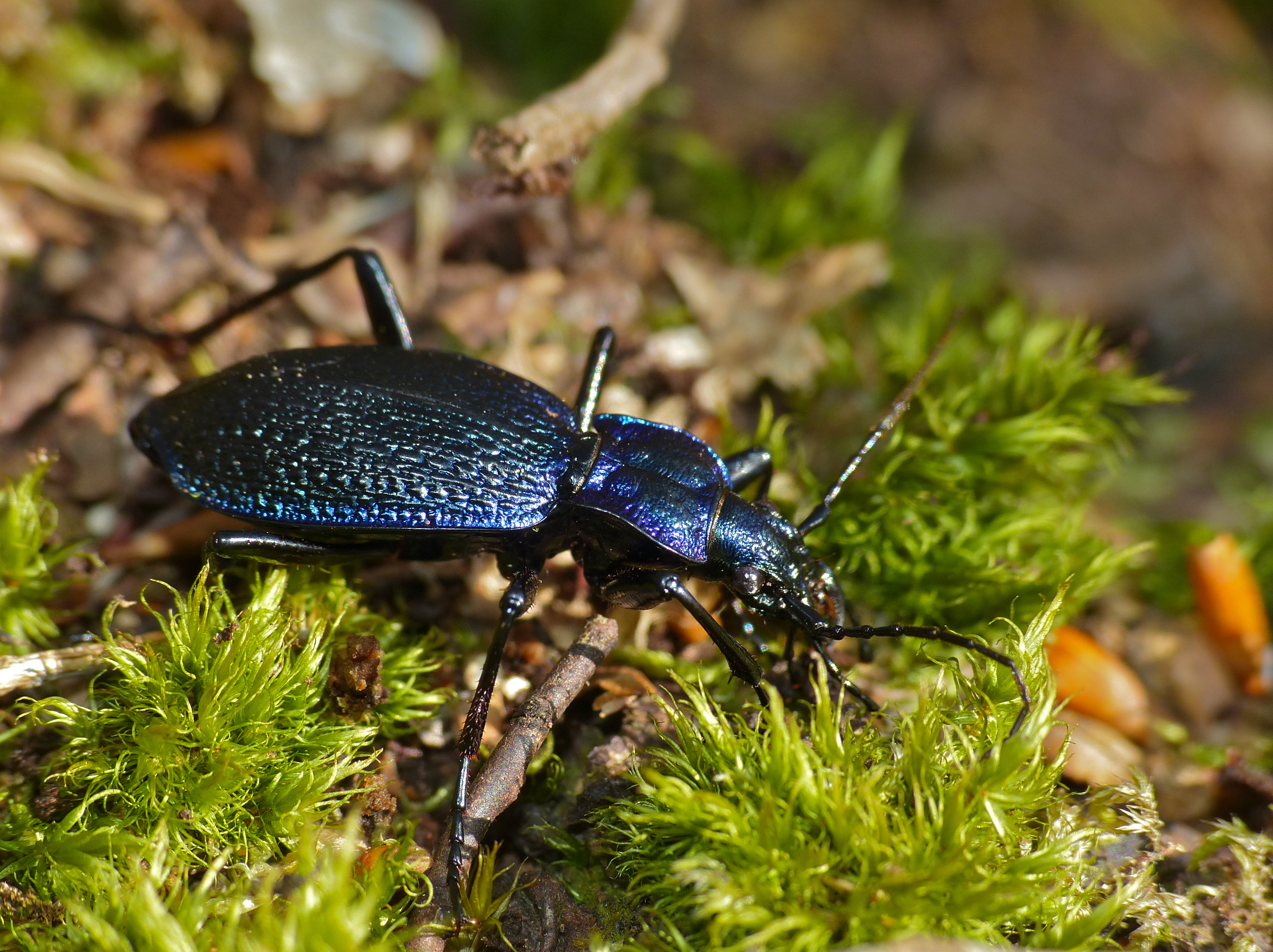
Esemplare fotografato nella Forêt d'Écouves (Orne, Normandia)

Coleottero di grandi dimensioni, che oscillano tra i 24 e i 36 mm di lunghezza; è di colore blu-violetto metallico, più tendente verso il viola sul pronoto e ai margini delle elitre; le lunghe zampe e le antenne sono nere. La testa e il pronoto sono piatti, le elitre convesse; l'apparato boccale consiste di due grosse mandibole ricurve e sporgenti in avanti.

## Biologia
Il carabo intricato è un predatore notturno, che si nutre a spese di altri artropodi, nonché di lombrichi, chiocciole e lumache (con una preferenza per alcune specie, quali Lehmannia marginata e Limax cinereoniger, che rintracciano seguendone le scie di bava); incapace di volare, è però un ottimo arrampicatore, e può risalire gli alberi (e altre superfici verticali) anche per diversi metri. Gli adulti sono piuttosto longevi, con un'aspettativa di vita di due-tre anni; sono attivi dall'inizio della primavera fino al tardo autunno, e svernano in gruppi all'interno di camere scavate nel legno marcio o nel terreno.

## Tassonomia
La specie include tre sottospecie (più quella nominale), due endemiche dell'Italia e una della Grecia:
- Carabus intricatus bayardi Solier, 1835 (Italia)
- Carabus intricatus intricatus Linnaeus, 1761
- Carabus intricatus krueperi Reitter, 1896 (Grecia)
- Carabus intricatus lefebvrei Dejean, 1826 (Italia, Sicilia)

## Distribuzione e habitat

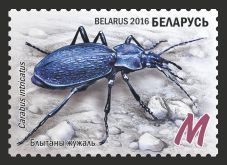
L'insetto su un francobollo bielorusso

La specie è attestata, con distribuzione molto locale, in quasi tutta l'Europa continentale, con l'eccezione di alcune regioni settentrionali (Norvegia, Finlandia, Lituania, parti della Russia europea) e del Portogallo; è presente anche in Gran Bretagna, molto raro e documentato solo in una manciata di siti. La sua frequenza è andata calando e, sebbene considerata globalmente "prossima alla minaccia" dalla lista rossa IUCN, in alcuni paesi è già inserito nelle specie minacciate (come in Danimarca e in Benelux), e in Lettonia è considerato estinto.
È una specie che predilige l'ambiente boschivo, comune soprattutto nelle valli e colline e sui monti e più raro in pianura. Ama i luoghi umidi e freschi, meglio se ricchi di ceppi marcescenti o tronchi caduti.